# Antonio Panfili
Antonio Panfili (Venezia, 27 novembre 1993) è un pattinatore artistico su ghiaccio e pattinatore di figura in linea oltre che allenatore di entrambe le discipline e giudice di pannello tecnico italiano.

## Biografia

### Pattinaggio di Figura
Inizia a pattinare nel 2000 con la A.S.D. Sportivi Ghiaccio Asiago. Allenato da Marina Barolo, ottiene vari successi prima nelle gare di minor valore (FREE) vincendo più volte la Coppa Italia Free, poi, con il passaggio a gare federali, nei circuiti FISG e UISP.
Dal 2012 al 2015 si trasferisce a Pinerolo per allenarsi con l'Ice Club Torino di Edoardo De Bernardis e Claudia Masoero.
Il 2015 è il suo ultimo anno di partecipazione a gare, ma prosegue gli allenamenti mantenendo il bagaglio tecnico per eventi e show.
Tra i traguardi più importanti può vantare primi posti alla Coppa Italia, Coppa Europa ed European Criterium UISP, ottimi piazzamenti nazionali nelle gare FISG, due partecipazioni a Grand Prix Jr. e la partecipazione al Mondiale Junior nel 2013 nel quale si è classificato ventiduesimo in finale all'esordio.
| Risultati - Pattinaggio di figura         | Risultati - Pattinaggio di figura | Risultati - Pattinaggio di figura | Risultati - Pattinaggio di figura | Risultati - Pattinaggio di figura | Risultati - Pattinaggio di figura | Risultati - Pattinaggio di figura | Risultati - Pattinaggio di figura | Risultati - Pattinaggio di figura |
| Competizione / Stagione                   | 2008-09                           | 2009–10                           | 2010–11                           | 2011–12                           | 2012–13                           | 2013–14                           |                                   |                                   |
| Internazionali                            | Internazionali                    | Internazionali                    | Internazionali                    | Internazionali                    | Internazionali                    | Internazionali                    | Internazionali                    | Internazionali                    |
| ----------------------------------------- | --------------------------------- | --------------------------------- | --------------------------------- | --------------------------------- | --------------------------------- | --------------------------------- | --------------------------------- | --------------------------------- |
| World Junior Figure Skating Championships |                                   |                                   |                                   |                                   | 22nd                              |                                   |                                   |                                   |
| Junior Grand Prix Germany                 |                                   |                                   |                                   |                                   | 9th                               |                                   |                                   |                                   |
| Junior Grand Prix Slovenia                |                                   |                                   |                                   |                                   | 16th                              |                                   |                                   |                                   |
| Coupe du Printemps                        |                                   |                                   |                                   | 3rd J.                            |                                   |                                   |                                   |                                   |
| Santa Claus Cup                           |                                   |                                   |                                   | WD                                | 3rd J.                            |                                   |                                   |                                   |
| Skate Celje                               | 2nd N.                            | 1st J.                            |                                   | 1st J.                            |                                   |                                   |                                   |                                   |
| Triglav Trophy                            |                                   |                                   | 9th J.                            | 4th J.                            |                                   |                                   |                                   |                                   |
| Dragon Trophy                             |                                   |                                   |                                   |                                   | 5th                               |                                   |                                   |                                   |
| Finlandia Trophy                          |                                   |                                   |                                   |                                   |                                   | 14th                              |                                   |                                   |
| Gardena Spring Trophy                     |                                   |                                   |                                   | 5th                               | 8th                               | 6th                               |                                   |                                   |
| Hellmut Seibt Memorial                    |                                   |                                   |                                   |                                   |                                   | 9th                               |                                   |                                   |
| Merano Cup                                |                                   |                                   | 4th J.                            | 5th J.                            |                                   | 11th                              |                                   |                                   |
| Nazionali                                 |                                   |                                   |                                   |                                   |                                   |                                   |                                   |                                   |
| Campionati Italiani                       |                                   | 8th J.                            | 5th J.                            | 2nd J.                            | 5th                               | 5th                               |                                   |                                   |
| N. = Novice; J. = Junior                  |                                   |                                   |                                   |                                   |                                   |                                   |                                   |                                   |

### Pattinaggio Artistico Inline
Ristabilitosi a Noale, nel 2015 comincia a praticare il pattinaggio artistico inline seguito dall'allenatrice e sorella Roberta Panfili come atleta dell'associazione Pattinaggio Artistico Inline San Marco A.S.D.
| Risultati - Pattinaggio artistico inline   | Risultati - Pattinaggio artistico inline | Risultati - Pattinaggio artistico inline | Risultati - Pattinaggio artistico inline | Risultati - Pattinaggio artistico inline | Risultati - Pattinaggio artistico inline | Risultati - Pattinaggio artistico inline | Risultati - Pattinaggio artistico inline | Risultati - Pattinaggio artistico inline |
| Competizione / Stagione                    | 2015-16                                  | 2016–17                                  | 2017–18                                  | 2018–19                                  | 2019–20                                  | 2020–21                                  | 2021–22                                  | 2022–23                                  |
| Internazionali                             | Internazionali                           | Internazionali                           | Internazionali                           | Internazionali                           | Internazionali                           | Internazionali                           | Internazionali                           | Internazionali                           |
| ------------------------------------------ | ---------------------------------------- | ---------------------------------------- | ---------------------------------------- | ---------------------------------------- | ---------------------------------------- | ---------------------------------------- | ---------------------------------------- | ---------------------------------------- |
| Campionati Mondiali                        | 3rd                                      | 2nd                                      | 2nd                                      | 3rd                                      | C                                        | 3rd                                      | 2nd                                      | 2nd                                      |
| Campionati Europei                         |                                          | 1st                                      | 1st                                      |                                          | C                                        | 1st                                      | 1st                                      | 1st                                      |
| WIFSA World Open                           | 1st                                      | 2nd                                      | 2nd                                      |                                          | C                                        | 1st                                      | 1st                                      | 1st                                      |
| Diamond Skate Trophy                       |                                          | 1st                                      | 1st                                      | 1st                                      | C                                        | 1st                                      | 1st                                      | 1st                                      |
| Cork Open                                  |                                          |                                          |                                          |                                          | C                                        |                                          | 1st                                      |                                          |
| Ukraine Open                               |                                          |                                          |                                          | 1st                                      | C                                        |                                          |                                          |                                          |
| Open de Toulouse                           |                                          |                                          |                                          | 1st                                      | C                                        |                                          |                                          |                                          |
| Open de Huesca                             |                                          |                                          | 1st                                      |                                          | C                                        |                                          |                                          |                                          |
| Trofeo Roma                                | 1st                                      | 1st                                      |                                          |                                          | C                                        |                                          |                                          |                                          |
| Nazionali                                  |                                          |                                          |                                          |                                          |                                          |                                          |                                          |                                          |
| Campionati Italiani                        |                                          |                                          | 1st                                      | 1st                                      | C                                        | 2nd                                      | 1st                                      | 1st                                      |
| Campionato Interregionale Centro-Nord FISR |                                          |                                          | 1st                                      | 1st                                      | C                                        |                                          |                                          |                                          |
| 1ª tappa Circuito Artistico Inline FISR    |                                          |                                          | 1st                                      |                                          | C                                        | 1st                                      |                                          |                                          |
| 2ª tappa Circuito Artistico Inline FISR    |                                          |                                          |                                          |                                          | C                                        | 1st                                      |                                          |                                          |
| 3ª tappa Circuito Artistico Inline FISR    |                                          |                                          |                                          |                                          | C                                        |                                          | 1st                                      |                                          |
| 4ª tappa Circuito Artistico Inline FISR    |                                          |                                          |                                          |                                          | C                                        | 1st                                      | 1st                                      | 1st                                      |
| Finale Circuito Artistico Inline FISR      |                                          |                                          |                                          |                                          | C                                        | 1st                                      | 1st                                      |                                          |
| C. = Gare annullate a causa della pandemia |                                          |                                          |                                          |                                          |                                          |                                          |                                          |                                          |

### Allenatore
Comincia ad allenare nel 2016 assieme alla sorella Roberta Panfili.
Allena la squadra Pattinaggio Artistico Inline San Marco.

#### Qualifiche/Patentini
Maestro di base FISG
Technical Specialist FISG
Head Coach WIFSA
Allenatore di 2 Livello FISR
Certificazione PBLSD

### Curiosità
- Nel 2015 è parte della compagnia milanese, Pattinaggio Creativo con la quale ha partecipato al programma televisivo di Canale 5, Tú sí Que Vales ottenendo i tre "si" della giuria ed il 93% da parte del pubblico.
- È stato il primo pattinatore di inline ad atterrare un triplo lutz (3Lz) in gara (29/07/2016 - Roana).
- È il primo atleta ad aver vinto i Campionati Italiani di Pattinaggio Artistico Inline (si sono svolti per la prima volta nel 2018).
- È il primo atleta ad aver vinto i Campionati Europei di Pattinaggio Artistico Inline (si sono svolti per la prima volta nel 2017).
- È l'atleta italiano con più medaglie mondiali nella specialità inline maschile.
- È l'atleta europeo con più titoli europei nella specialità inline.
- È l'atleta italiano con più titoli nazionali nella specialità inline.